# Radio Delta

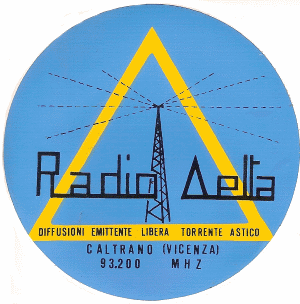

Radio Delta è stata un'emittente libera gestita da volontari (in gran parte adolescenti) nel periodo 1977-1981. Trasmetteva da Caltrano (Vicenza) in FM sulla frequenza di 93,200 Mhz, mentre inizialmente prove tecniche furono effettuate su 91,100 Mhz.

## Storia
A seguito di una storica sentenza giuridica, a metà degli anni '70 la diffusione via etere di trasmissioni radiofoniche nel territorio italiano, venne svincolata dalla concessione all'ente pubblico preposto (RAI) e non esclusa ai privati. La questione era lacunosa, in quanto la normativa per regolamentare l'attività di tali nuovi soggetti non esisteva.
Si assistette quindi al fenomeno delle cosiddette radio libere le quali, complici l'entusiasmo giovanile e la musica leggera a cui largamente attingevano, ebbero un improvviso grande successo.

## Origine del nome
Diversamente dalle altre nuove emittenti "libere", i fondatori intuirono che il nome della loro radio non doveva essere legato alla località in cui aveva sede. Pertanto fu scelto l'acronimo "D.E.L.T.A." il quale significava: [D]iffusioni  [E]mittente  [L]ibera  [T]orrente  [A]stico, riferendosi quindi al territorio (Valle dell'Astico) entro il quale veniva captato il segnale. Tale riflessione si rivelò vincente, infatti il nome non fu mai cambiato, contrariamente a quanto accadde invece a molte emittenti vicine.

## Programmi
A causa degli impegni scolastici, le trasmissioni venivano irradiate nel pomeriggio e di sera, tranne il Sabato e la Domenica in cui duravano tutto il giorno. Nell'ultimo periodo, in seguito all'acquisto di un registratore a bobine, al mattino veniva trasmessa musica registrata.
Il contenuto dei programmi, oltre alla musica leggera, spaziava in campi diversi e ciò costituiva, al tempo, un'eccezione nel panorama radiofonico libero. Venivano molto apprezzati gli appuntamenti domenicali relativi alla storia del paese (Caltrano) e dell'area circostante, quelli relativi al mondo sportivo ed, immancabili, le trasmissioni con dediche e richieste degli ascoltatori.

## Apparecchiature
I trasmettitori, le antenne e tutte le connessioni furono autocostruiti, ovvero frutto del lavoro e dell'ingegno dei componenti il team. Il primo trasmettitore emetteva solo qualche Watt, poi ne seguì uno da ben 27W ed infine, negli ultimi mesi un amplificatore lineare da ben 90W.